# Liste der Nummer-eins-Hits in den Niederlanden (1992)
Diese Liste enthält alle Nummer-eins-Hits in den Niederlanden im Jahr 1992. Es gab in diesem Jahr 16 Nummer-eins-Singles und neun Nummer-eins-Alben.
| Singles | Alben |
| --- | --- |
| - Gordon – Kon ik maar even bij je zijn - 4 Wochen (30. November 1991 – 3. Januar 1992) - Shanice – I Love Your Smile - 1 Woche (4. Januar – 10. Januar) - George Michael & Elton John – Don’t Let the Sun Go Down on Me - 8 Wochen (11. Januar – 6. März) - Genesis – I Can’t Dance - 2 Wochen (7. März – 20. März) - 2 Unlimited – Twilight Zone - 2 Wochen (21. März – 3. April) - Red Hot Chili Peppers – Under the Bridge - 3 Wochen (4. April – 24. April) - Mr. Big – To Be with You - 4 Wochen (25. April – 22. Mai) - Double You – Please Don’t Go - 2 Wochen (23. Mai – 5. Juni) - SNAP! – Rhythm Is a Dancer - 4 Wochen (6. Juni – 3. Juli) - Guns N’ Roses – Knockin’ on Heaven’s Door - 3 Wochen (4. Juli – 24. Juli) - Mariah Carey & Trey Lorenz – I’ll Be There - 2 Wochen (25. Juli – 7. August) - Dr. Alban – It's My Life - 7 Wochen (8. August – 25. September) - Brian May – Too Much Love Will Kill You - 3 Wochen (26. September – 16. Oktober) - Inner Circle – Sweat (A La La La La Long) - 5 Wochen (17. Oktober – 20. November) - Boyz II Men – End of the Road - 3 Wochen (21. November – 11. Dezember) - Whitney Houston – I Will Always Love You - 9 Wochen (12. Dezember 1992 – 19. Februar 1993) | - Queen – Greatest Hits II - 11 Wochen (21. Dezember 1991 – 6. März 1992, insgesamt 18 Wochen) - Genesis – We Can’t Dance - 7 Wochen (7. März – 24. April) - Red Hot Chili Peppers – Blood Sugar Sex Magik - 1 Woche (25. April – 1. Mai) - Foreigner – The Very Best of Foreigner - 3 Wochen (2. Mai – 22. Mai) - Queen – Greatest Hits II - 7 Wochen (23. Mai – 10. Juli, insgesamt 18 Wochen) - Lionel Richie – Back to Front - 1 Woche (11. Juli – 17. Juli, insgesamt 10 Wochen) - Julio Iglesias – Calor - 2 Wochen (18. Juli – 31. Juli) - Mariah Carey – MTV Unplugged EP - 7 Wochen (1. August – 18. September) - Lionel Richie – Back to Front - 9 Wochen (19. September – 20. November, insgesamt 10 Wochen) - Vaya Con Dios – Time Flies - 5 Wochen (21. November – 25. Dezember) - René Froger – Sweet Hello's & Sad Goodbyes - 2 Wochen (26. Dezember 1992 – 8. Januar 1993) |

## Kinderen voor Kinderen
"Kinderen voor Kinderen" ist ein Kinderchor des niederländischen Rundfunksenders VARA, der seit 1980 jedes Jahr ein Album mit neuen Kinderliedern herausbringt. Diese Alben haben den Titel "Kinderen voor Kinderen", gefolgt von der Nummer des Albums.
Zum Jahreswechsel 1992/93 war die Folge 13 drei Wochen lang vom 19. Dezember 1992 bis zum 8. Januar 1993 Spitzenreiter der Album-Charts.
Dieses Album wird in der obigen Bestenliste nicht aufgeführt.